# Gulnæbbet kitta
Gulnæbbet kitta (latin: Urocissa flavirostris) er en kragefugl, der lever i Himalaya.